# Draft de l'NBA del 1989
El draft de l'NBA del 1989 va ser el 27 de juny de 1989 a Nova York.

## Primera ronda
|  | = All-Star |

| Nº | Jugador                          | Nacionalitat           | Equip de l'NBA                                      | Universitat/Club anterior            |
| -- | -------------------------------- | ---------------------- | --------------------------------------------------- | ------------------------------------ |
| 1  | Pervis Ellison (PF/C)            | Estats Units           | Sacramento Kings                                    | Louisville                           |
| 2  | Danny Ferry (PF)                 | Estats Units           | Los Angeles Clippers                                | Duke                                 |
| 3  | Sean Elliott (SF/SG)             | Estats Units           | San Antonio Spurs                                   | Arizona                              |
| 4  | Glen Rice (SF)                   | Estats Units           | Miami Heat                                          | Michigan                             |
| 5  | Herman "J. R." Reid (PF/C)       | Estats Units           | Charlotte Hornets                                   | North Carolina                       |
| 6  | Stacey King (C)                  | Estats Units           | Chicago Bulls (dels New Jersey)                     | Oklahoma                             |
| 7  | George McCloud (SG/SF)           | Estats Units           | Indiana Pacers                                      | Florida State                        |
| 8  | Randy White (PF)                 | Estats Units           | Dallas Mavericks                                    | Louisiana Tech                       |
| 9  | Tom Hammonds (PF/C)              | Estats Units           | Washington Bullets                                  | Georgia Tech                         |
| 10 | Jerome "Pooh" Richardson (PG)    | Estats Units           | Minnesota Timberwolves                              | UCLA                                 |
| 11 | Nick Anderson (SF/SG)            | Estats Units           | Orlando Magic                                       | Illinois                             |
| 12 | Daron "Mookie" Blaylock (PG)     | Estats Units           | New Jersey Nets (dels Portland)                     | Oklahoma                             |
| 13 | Michael Smith (PF)               | Estats Units           | Boston Celtics                                      | BYU                                  |
| 14 | Tim Hardaway (PG)                | Estats Units           | Golden State Warriors                               | UTEP                                 |
| 15 | Todd Lichti (SG)                 | Estats Units           | Denver Nuggets                                      | Stanford                             |
| 16 | Dana Barros (PG)                 | Estats Units           | Seattle SuperSonics (dels Houston via Golden State) | Boston College                       |
| 17 | Shawn Kemp (PF/C)                | Estats Units           | Seattle SuperSonics (dels Philadelphia)             | Trinity Valley CC                    |
| 18 | B.J. Armstrong (PG)              | Estats Units           | Chicago Bulls (dels Milwaukee via Seattle)          | Iowa                                 |
| 19 | Kenny Payne (PF)                 | Estats Units           | Philadelphia 76ers (dels Seattle)                   | Louisville                           |
| 20 | Jeff Sanders (PF/C)              | Estats Units           | Chicago Bulls                                       | Georgia Southern                     |
| 21 | Theodore "Blue" Edwards (SF/SG)  | Estats Units           | Utah Jazz                                           | East Carolina                        |
| 22 | Byron Irvin (SG)                 | Estats Units           | Portland Trail Blazers (dels New York)              | Missouri                             |
| 23 | Roy Marble (SG/SF)               | Estats Units           | Atlanta Hawks                                       | Iowa                                 |
| 24 | Anthony Cook (basketball) (PF/C) | Estats Units           | Phoenix Suns (cedit als Detroit)                    | Arizona                              |
| 25 | John Morton (PG)                 | Estats Units           | Cleveland Cavaliers                                 | Seton Hall                           |
| 26 | Vlade Divac (C)                  | Iugoslàvia · ( Sèrbia) | Los Angeles Lakers                                  | KK Partizan (Iugoslàvia, ara Sèrbia) |
| 27 | Kenny Battle (PF)                | Estats Units           | Detroit Pistons (cedit als Phoenix)                 | Illinois                             |

## Segona ronda
| Nº | Jugador                  | Nacionalitat            | Equip de l'NBA         | Universitat/Club anterior          |
| -- | ------------------------ | ----------------------- | ---------------------- | ---------------------------------- |
| 28 | Sherman Douglas (G)      | Estats Units            | Miami Heat             | Syracuse                           |
| 29 | Dyron Nix (F)            | Estats Units            | Charlotte Hornets      | Tennessee                          |
| 30 | Frank Kornet (F)         | Estats Units            | Milwaukee Bucks        | Vanderbilt                         |
| 31 | Jeff Martin (G)          | Estats Units            | Los Angeles Clippers   | Murray State                       |
| 32 | Stanley Brundy (F)       | Estats Units            | New Jersey Nets        | DePaul                             |
| 33 | Jay Edwards (G)          | Estats Units            | Los Angeles Clippers   | Indiana                            |
| 34 | Gary Leonard (C)         | Estats Units            | Minnesota Timberwolves | Missouri                           |
| 35 | Pat Durham (F)           | Estats Units            | Dallas Mavericks       | Colorado State                     |
| 36 | Clifford Robinson (PF/C) | Estats Units            | Portland Trail Blazers | Connecticut                        |
| 37 | Michael Ansley (F)       | Estats Units            | Orlando Magic          | Alabama                            |
| 38 | Doug West (G/F)          | Estats Units            | Minnesota Timberwolves | Villanova                          |
| 39 | Ed Horton (PF/C)         | Estats Units            | Washington Bullets     | Iowa                               |
| 40 | Dino Rađa (PF)           | Iugoslàvia · ( Croàcia) | Boston Celtics         | KK Split (Iugoslàvia, ara Croàcia) |
| 41 | Doug Roth (C)            | Estats Units            | Washington Bullets     | Tennessee                          |
| 42 | Michael Cutright (SG)    | Estats Units            | Denver Nuggets         | McNeese State                      |
| 43 | Chucky Brown (PF)        | Estats Units            | Cleveland Cavaliers    | North Carolina State               |
| 44 | Reggie Cross (PF)        | Estats Units            | Philadelphia 76ers     | Hawaii                             |
| 45 | Scott Haffner (G)        | Estats Units            | Miami Heat             | Evansville                         |
| 46 | Ricky Blanton (F)        | Estats Units            | Phoenix Suns           | LSU                                |
| 47 | Reggie Turner (SF)       | Estats Units            | Denver Nuggets         | UAB                                |
| 48 | Junie Lewis (PG)         | Estats Units            | Utah Jazz              | Utah                               |
| 49 | Haywoode Workman (G)     | Estats Units            | Atlanta Hawks          | Oral Roberts                       |
| 50 | Brian Quinnett (F)       | Estats Units            | New York Knicks        | Washington State                   |
| 51 | Mike Morrison (G)        | Estats Units            | Phoenix Suns           | Loyola (MD)                        |
| 52 | Greg Grant (G)           | Estats Units            | Phoenix Suns           | Trenton State                      |
| 53 | Jeff Hodge (SG)          | Estats Units            | Dallas Mavericks       | South Alabama                      |
| 54 | Toney Mack (SG)          | Estats Units            | Philadelphia 76ers     | Georgia                            |